# Nova Campinas (Campinas)

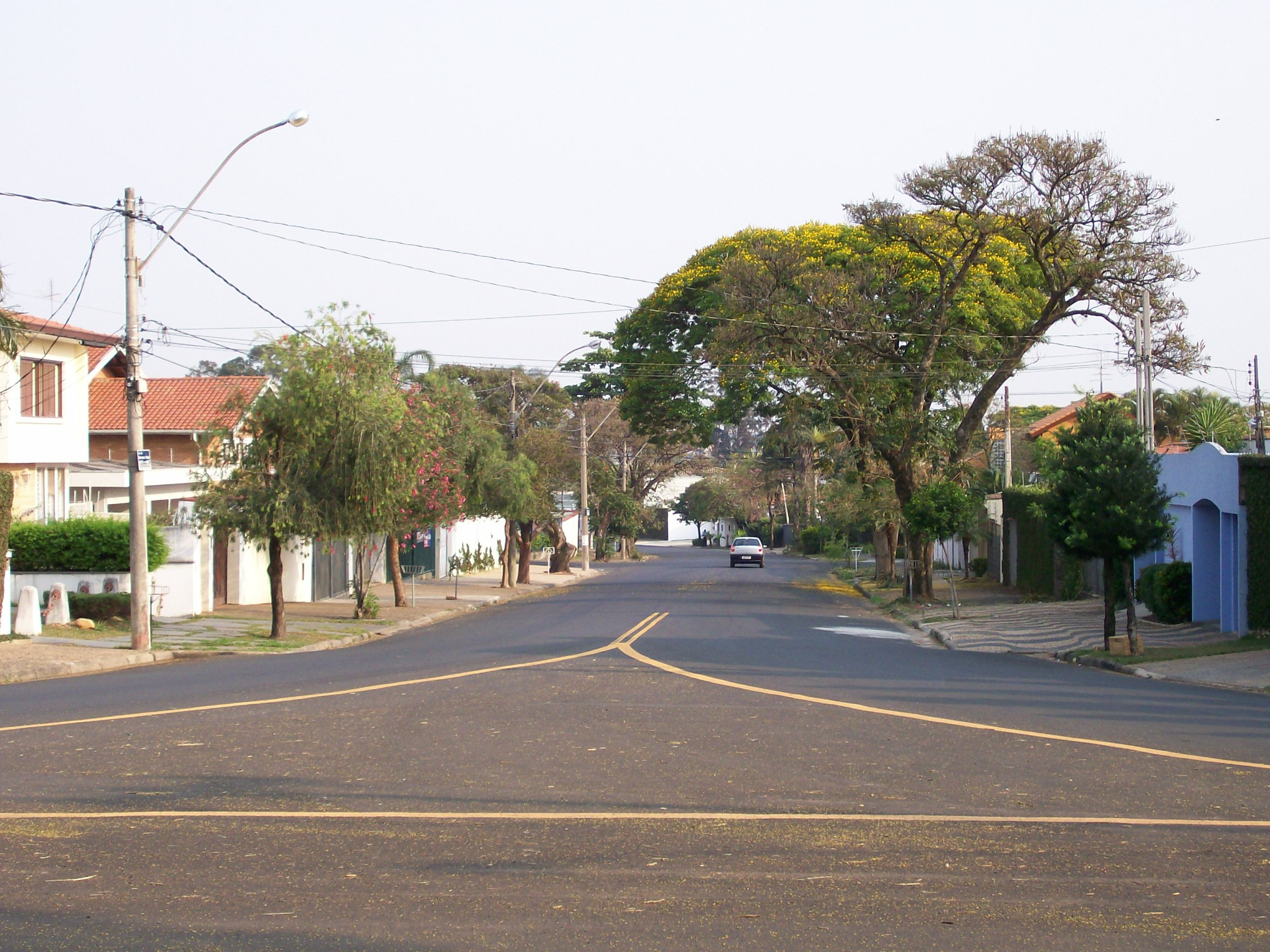
Uma rua calma no interior da Nova Campinas

Nova Campinas é um bairro nobre e prestigiado  da cidade de Campinas, localizado na Zona Leste da cidade e vizinho ao bairro do Cambuí, já na Região Central, e separado dele a oeste apenas pela Avenida José de Sousa Campos (Norte-Sul). Ao sul fica o Jardim Paraíso, separado pela Avenida Moraes Salles; ao norte fica o Jardim Planalto e a leste fica o Jardim das Paineiras.
Trata-se de um bairro-jardim, com casas de alto e altíssimo padrão, sendo as casas menores possuindo 250 metros quadrados de área construída, e as mais sofisticadas contendo 412 metros quadrados de construção. proposto pelo urbanista Jorge de Macedo Vieira em 1945, que guarda certas semelhanças com a parte alta do bairro Guanabara, possuindo majoritariamente casas de alto padrão, semelhantes às de bairros paulistanos, tais como o Jardim Europa, embora em sua parte mais a leste seja mais de classe média, diferentemente das mansões e casas de alto padrão da parte mais antiga e próxima ao Cambuí.
O bairro Nova Campinas, é segmentado ao estilo residencial, contendo poucos comércios, e pouca aglomeração nas avenidas do bairro.
Trata-se de um bairro tranquilo e com muito verde,  dando toque de carisma e tranquilidade ao bairro nobre.
A infra-estrutura do bairro e bastante elegante pouco transito, avenidas limpas, e sobre as calçadas elegantes apenas folhas de jardim. 
O bairro é composto por consultorios médicos, restaurantes, agencias bancarias, correios,e algumas lojas de grifes como a M Officer.

## Bairros dentro da Nova Campinas
Em função do fato de Campinas não ter delimitação legal e precisa dos bairros, há bairros que são desconhecidos da população em geral, em função de seu pequeno tamanho. Os três bairros a seguir se localizam na parte mais a leste da Nova Campinas, fazendo divisa com o Jardim das Paineiras:
1. Jardim Bom Retiro;
2. Jardim Itamarati;
3. Jardim São Carlos.